# Загорский, Фёдор Андреевич
Фёдор Андре́евич Заго́рский — русский переводчик зарубежной поэзии конца XVIII века.
Учился в Московском университете, вероятно, на медицинском факультете: выполненный им перевод книги Н. Шамбона де Монто «О болезнях девиц» (Владимир, 1799) свидетельствует об основательном знании переводчиком медицины и свободном владении врачебной терминологией. Ранее, в 1795 году, анонимно вышел его перевод книги «Потерянный Рай» Мильтона.
Сотрудничал с журналом «Приятное и полезное», в котором были опубликованы два перевода из журнала С. Джонсона «Скиталец» («Аллегория» и «Сновидение»).
Загорскому приписывают перевод книги «Опыт о человеке» Попа (согласно В. С. Сопикову, «Опыт российской библиографии»).

## источники
- Загорский, Федор // Энциклопедический словарь Брокгауза и Ефрона : в 86 т. (82 т. и 4 доп.). — СПб., 1890—1907.
- Загорский Федор Андреевич Архивная копия от 12 октября 2016 на Wayback Machine  // Словарь русских писателей XVIII века